# 豊中市立豊南小学校
豊中市立豊南小学校（とよなかしりつ ほうなんしょうがっこう）は、大阪府豊中市豊南町西二丁目にある公立小学校。
1933年に豊能郡小曽根尋常小学校（現在の豊中市立小曽根小学校）から分離し、当時の豊能郡小曽根村に創立した。豊中市南部、神崎川の北側および天竺川の東側付近の住宅密集地を校区としている。
学校上空付近が大阪空港を離着陸する航空機の経路に位置しているため、騒音対策のための空調設備が設置されている。

## 沿革
- 1933年（昭和8年）5月1日 - 豊能郡小曽根第二尋常小学校として創立。
- 1934年（昭和9年）9月21日 - 室戸台風による暴風雨で木造校舎が倒壊。児童の死傷多数（翌日の新聞報道の時点で16人死亡、75人負傷）[1]。
- 1941年（昭和16年）4月1日 - 国民学校令により、豊能郡小曽根南国民学校と改称。
- 1945年（昭和20年）6月7日 - 空襲により校舎が全焼。
- 1947年（昭和22年）3月15日 - 小曽根村が豊中市に編入したことに伴い、豊中市小曽根南国民学校と改称。
- 1947年（昭和22年）4月1日 - 学制改革により、豊中市立豊南小学校と改称。
- 1952年（昭和27年） - 給食室完成。
- 1968年（昭和43年） - 従来の校区の一部を、新設の豊中市立高川小学校校区へ分離。
- 1995年（平成7年）1月17日 - 阪神・淡路大震災で校区被害。
- 2000年（平成12年）12月 - 読書活動で文部大臣表彰を受賞。
- 2003年（平成15年）3月 - エレベーター設置。
- 2022年（令和4年）11月29日 - 校内で硫黄のような原因不明の異臭が発生し、33人の児童が体調不良を訴えた[2]。

## 通学区域
- 豊中市 豊南町西2丁目・4丁目・5丁目、豊南町西3丁目15~20番、豊南町東4丁目、豊南町南1丁目～6丁目[3]。

卒業生は基本的に豊中市立第十二中学校に進学する。

## 周辺
校区西側で天竺川が南流し、神崎川へ注いでいる。天竺川は天井川のため、堤防も急になっている。

## 交通
- 阪急宝塚線 庄内駅 東へ約600m。
- 阪急バス 豊南小学校前バス停